# Joe Cocker!
| 전문가 평가                    | 전문가 평가  |
| 평가 점수                      | 평가 점수    |
| 출처                           | 점수         |
| ------------------------------ | ------------ |
| AllMusic                       | [ 1 ]        |
| Rolling Stone                  | (favourable) |
| The Rolling Stone Record Guide | [ 3 ]        |
| The Village Voice              | A            |

《Joe Cocker!》는 1969년 11월에 발매된 영국의 가수 조 코커의 두 번째 스튜디오 음반이다. 그의 첫 음반의 템플릿에 이어, 이 음반은 밥 딜런(〈Dear Landlord〉), 비틀즈(〈She Came In Through the Bathroom Window〉와 〈Something〉)가 오리지널 버전과 거의 동시에 발매되었으며, 〈Let It Be〉도 녹음되어 B-사이드로 발매되었고, 레너드 코언(〈Bird on the Wire〉), 그리고 미래의 투어 파트너인 리언 러셀(〈Delta Lady〉와 〈Hello Little Friend〉). 코커는 또한 빈번한 작곡 파트너였던 크리스 스테인턴과 함께 〈That's Your Business Now〉라는 한 곡을 공동 작곡했다.

## 배경
코커는 그리스 밴드의 지원을 받고 있는데, 그들 중 두 명인 크리스 스테인턴과 헨리 맥컬로는 그의 첫 음반에 참여했다. 그리스 밴드는 1969년 8월 우드스톡 페스티벌에서 그 가수를 지지했다. 하지만, 코커는 투어에 대한 거부감을 이유로 이 음반의 발매 이후 그룹과 헤어질 것이고, 그들이 미국에서 라이브 약속을 충족해야 할 필요가 있을 때, 코커는 키보디스트 리언 러셀의 도움을 받아 새로운 밴드(《Mad Dogs and Englishmen》)를 조직하기로 결정했고, 그의 후속 스튜디오 발매에서 그 가수를 위한 새로운 음악적 방향을 예고하고 있다.
이 음반은 1972년 5월 영국에서 29위로 차트에 올랐으며 코커의 첫 음반 《With a Little Help from My Friends》와 함께 더블 팩으로 재발매되었다. 발매와 동시에 이 음반은 미국 빌보드 200에서 11위를 차지했는데, 이는 올해 초 우드스톡에서 코커가 그리스 밴드와 함께 좋은 평가를 받은 것에 의해 추진되었다.

## 곡 목록
| #  | 제목                                        | 작사·작곡            | 재생 시간 |
| -- | ------------------------------------------- | -------------------- | --------- |
| 1. | 〈Dear Landlord〉                           | 밥 딜런              | 3:23      |
| 2. | 〈Bird on the Wire〉                        | 레너드 코언          | 4:30      |
| 3. | 〈Lawdy Miss Clawdy〉                       | 로이드 프라이스      | 2:15      |
| 4. | 〈She Came In Through the Bathroom Window〉 | 존 레논, 폴 매카트니 | 2:37      |
| 5. | 〈Hitchcock Railway〉                       | 돈 던, 토니 맥캐신   | 4:41      |

| #   | 제목                         | 작사·작곡                | 재생 시간 |
| --- | ---------------------------- | ------------------------ | --------- |
| 6.  | 〈That's Your Business Now〉 | 조 코커, 크리스 스테인턴 | 2:56      |
| 7.  | 〈Something〉                | 조지 해리슨              | 3:32      |
| 8.  | 〈Delta Lady〉               | 리언 러셀                | 2:51      |
| 9.  | 〈Hello, Little Friend〉     | 러셀                     | 3:52      |
| 10. | 〈Darling Be Home Soon〉     | 존 서배스천              | 4:49      |

| #  | 제목                    | 작사·작곡      | 재생 시간 |
| -- | ----------------------- | -------------- | --------- |
| 1. | 〈She's So Good to Me〉 | 코커, 스테인턴 | 2:56      |
| 2. | 〈Let It Be〉           | 레논, 매카트니 | 5:05      |

## 인증
| 국가                       | 인증 | 판매량/출하량 |
| -------------------------- | ---- | ------------- |
| 미국 (RIAA)                | 골드 | 500,000^      |
| ^출하량을 기반으로 한 인증 |      |               |